# 240. Infanterie-Division (Deutsches Kaiserreich)
Die 240. Infanterie-Division war ein Großverband der Preußischen Armee im Ersten Weltkrieg.

## Geschichte
Die Division wurde am 16. Januar 1917 zusammengestellt und ausschließlich an der Westfront eingesetzt. Nach Kriegsende marschierte sie in die Heimat zurück, wo der Verband im Januar 1919 zunächst demobilisiert und schließlich aufgelöst wurde. Einziger Kommandeur des Großverbandes war Generalleutnant Karl Friedrich Gottfried Müller.

### Gefechtskalender

#### 1917
- 01. März bis 26. August – Stellungskampf im Oberelsass
- 27. August bis 6. Oktober – Stellungskämpfe auf den Maashöhen bei Combres, Les Eparges und der Grande Tranchée de Calonne
- 06. bis 18. Oktober – Dritte Flandernschlacht
- 18. Oktober bis 5. November – Stellungskämpfe in Flandern und Artois
- 05. November bis 7. Dezember – Kämpfe in der Siegfriedstellung
  - 20. bis 29. November – Tankschlacht bei Cambrai
  - 30. November bis 7. Dezember – Angriffsschlacht bei Cambrai
- 07. bis 31. Dezember – Stellungskämpfe in Flandern und Artois

#### 1918
- 01. Januar bis 1. Februar – Stellungskämpfe in Flandern und Artois
- 01. Februar bis 20. März – Stellungskämpfe im Artois und Aufmarsch zur Großen Schlacht in Frankreich
- 21. März bis 6. April – Große Schlacht in Frankreich
  - 28. März – Angriff an der Scarpe
- 07. bis 8. April – Kämpfe zwischen Arras und Albert
- 09. bis 18. April – Schlacht bei Armentières
- 20. bis 30. April – Stellungskämpfe in Flandern und Artois
- 01. bis 5. Mai – Stellungskämpfe in Französisch-Flandern und Artois
- 08. Mai bis 12. Juli – Stellungskämpfe in den Argonnen
- 13. bis 14. Juli – Stellungskämpfe in der Champagne
- 15. bis 17. Juli – Angriffsschlacht an der Marne und in der Champagne
- 18. bis 25. Juli – Abwehrschlacht zwischen Soissons und Reims
- 26. Juli bis 3. August – Bewegliche Abwehrschlacht zwischen Marne und Vesle
- 04. August bis 9. Oktober – Stellungskämpfe bei Reims
- 10. bis 12. Oktober – Kämpfe vor der Hunding- und Brunhild-Front
- 13. Oktober bis 2. November – Abwehrschlacht in der Champagne und an der Maas
  - 01. bis 2. November – Abwehrkämpfe zwischen Aire und Maas, Rückzugskämpfe und Übergang auf das rechte Maasufer
- 02. bis 4. November – Kämpfe zwischen Aisne und Maas
- 05. bis 11. November – Rückzugskämpfe vor der Antwerpen-Maas-Stellung
- ab 12. November – Räumung des besetzten Gebietes und Marsch in die Heimat

## Gliederung

### Kriegsgliederung vom 8. Februar 1918
- 240. Infanterie-Brigade
  - Infanterie-Regiment Nr. 469
  - Infanterie-Regiment Nr. 470
  - Infanterie-Regiment Nr. 471
  - 3. Eskadron/Schleswig-Holsteinisches Dragoner-Regiment Nr. 13
- Artillerie-Kommandeur Nr. 240
  - Feldartillerie-Regiment Nr. 271
- Pionier-Bataillon Nr. 240
- Divisions-Nachrichten-Kommandeur Nr. 240